# IC 925
IC 925 је елиптична галаксија у сазвјежђу Велики медвјед која се налази на листи објеката дубоког неба у Индекс каталогу.
Деклинација објекта је + 55° 35' 52" а ректасцензија 13h 43m 19,8s. Привидна величина (магнитуда) објекта IC 925 износи 16,5 а фотографска магнитуда 17,5.